# Кубок Вищої ліги (Латвія) 2018
Кубок Вищої ліги 2018 — 6-й розіграш кубку. Переможцем вдруге поспіль став РФШ.

## 1/4 фіналу
| Команда 1       | Рахунок      | Команда 2              |
| --------------- | ------------ | ---------------------- |
| 9 березня 2018  |              |                        |
| Вентспілс       | 0:2          | РФШ                    |
| Єлгава          | 0:0 пен. 4:1 | Лієпая                 |
| 10 березня 2018 |              |                        |
| Валмієра        | 0:4          | МЕТТА/Латвійський ун-т |
| Рига            | 1:2          | Спартакс (Юрмала)      |

## Втішний етап (5-8 місця)

### Втішні півфінали
| Команда 1       | Рахунок | Команда 2 |
| --------------- | ------- | --------- |
| 14 березня 2018 |         |           |
| Вентспілс       | 1:7     | Лієпая    |
| 15 березня 2018 |         |           |
| Валмієра        | 1:2     | Рига      |

### Матч за 7 місце
| Команда 1       | Рахунок      | Команда 2 |
| --------------- | ------------ | --------- |
| 24 березня 2018 |              |           |
| Вентспілс       | 1:1 пен. 5:3 | Валмієра  |

### Матч за 5 місце
| Команда 1       | Рахунок | Команда 2 |
| --------------- | ------- | --------- |
| 24 березня 2018 |         |           |
| Лієпая          | 1:2     | Рига      |

## Основний етап (1-4 місця)

### Півфінали
| Команда 1              | Рахунок | Команда 2         |
| ---------------------- | ------- | ----------------- |
| 16 березня 2018        |         |                   |
| РФШ                    | 2:1     | Єлгава            |
| МЕТТА/Латвійський ун-т | 0:1     | Спартакс (Юрмала) |

### Матч за 3 місце
| Команда 1              | Рахунок | Команда 2 |
| ---------------------- | ------- | --------- |
| 25 березня 2018        |         |           |
| МЕТТА/Латвійський ун-т | 4:1     | Єлгава    |

### Фінал
| Команда 1         | Рахунок      | Команда 2 |
| ----------------- | ------------ | --------- |
| 25 березня 2018   |              |           |
| Спартакс (Юрмала) | 2:2 пен. 4:5 | РФШ       |